# Armada
Armada er en stor flåde af bevæbnede krigsskibe.
Armada er også den officielle betegnelse for den spanske flåde. Armadaen har en historie med succes, begyndende med opdagelsen af Amerika af Cristobal Colón eller Christoffer Columbus i 1492.
I 1588 sendte Filip 2. en massiv armada med henblik på at invadere England. Englænderne fik med hjælp af nederlænderne og vejret spredt armadaen og ødelagde den spanske flåde.
Nutidens armada er en stor, moderne flåde.